# Биткойны на свалке в Ньюпорте
В 2013 году житель британского города Ньюпорт Джеймс Хауэллс, занимавшийся майнингом биткойнов с 2009 года, по невнимательности выбросил вместе с мусором хранившийся в ящике стола три года жёсткий диск от неисправного компьютера, считая, что все нужные данные были с него скопированы. Диск содержит закрытый ключ к биткойнам (их количество в источниках указывается как 7500 или 8000). Тогда 1 биткойн стоил около 100 долларов США, но уже осенью того же года курс биткойна вырос до 1,2 тыс. долл., и Хауэллс, убедившись, что ключ к своим биткойнам он не скопировал, вспомнил о выброшенном диске. Хауэллс обратился к руководству городской свалки, но ему сообщили, что диск уже погребён под 25 тысячами кубических метров мусора и земли, и найти его практически невозможно.

## Планы поиска диска
Так как курс биткойна всё рос, и стоимость потерянных биткойнов составляла целое состояние, то Хауэллс неоднократно предлагал организовать поиски жёсткого диска, но в городской администрации ему отвечали, что проведение раскопок на свалке невозможно по юридическим, экономическим и экологическим причинам. В 2021 году, во время пандемии COVID‑19, Хауэллс пообещал выделить в фонд борьбы против эпидемии 25 % суммы в своём биткойн-кошельке, если жёсткий диск будет найден.
В 2022 году Хауэлс разработал проект поиска диска с применением людей-сортировщиков мусора, роботов от Boston Dynamics и сканера Max‑AI с искусственным интеллектом, обученного искать жёсткие диски на конвейерной ленте. Проект включал переработку и перезахоронение сортированного мусора с последующим строительством солнечной или ветровой электростанции на свалке. Оценочная стоимость проекта составляла 11 млн долл. в случае работ в течение трёх лет или 6 млн долл. в случае работ в течение полутора лет. При этом Хауэлс предлагал в случае обнаружения диска оставить себе примерно 30 % суммы, около трети направить на оплату затрат по поиску, 30 % выплатить инвесторам, согласившимся финансировать поиски, а остальное должно было быть потрачено на местные нужды, в том числе на выплату 50 фунтов стерлингов в биткойнах каждому из 150 тыс. жителей Ньюпорта.

## Судебный процесс
Поскольку городские власти отвергали все его предложения, осенью 2024 года Хауэлс обратился в суд с иском к ним, требуя возмещения ему ущерба в размере 495 млн фунтов. К ноябрю 2024 года стоимость биткойнов в криптокошельке Хауэлса уже превышала 700 млн долл.
9 января 2025 года суд отказал Хауэлсу в удовлетворении его требований. После этого Хауэлс заявил, что у него есть новый план — выпустить свою собственную криптовалюту, которая будет своего рода производным финансовым инструментом и обеспечением которой будут биткойны в криптокошельке Хауэлса, права на которые суд признал за ним.
Отмечается, что до 25 % биткойнов раннего периода были отправлены либо не на тот адрес, либо доступа к кошелькам нет.